# Замятина, Наталья Георгиевна
Ната́лья Гео́ргиевна Замя́тина (р. 17 января 1951, Москва, СССР) — советский и российский ботаник, популяризатор ботаники, иллюстратор (автор ботанических рисунков). Специалист в области дикорастущих пищевых растений, лекарственных и ядовитых растений. Агроном ботанического сада лекарственных растений Московской медицинской академии имени И. М. Сеченова.

## Биография
Родилась 17 января 1951 года в Москве. В 1975 году окончила фармацевтический факультет 1-го Московского медицинского института имени И. М. Сеченова. С 1979 года — агроном ботанического сада лекарственных растений того же вуза.
Преподаёт теорию и практику выращивания и применения лекарственных растений.
Член Московского фитотерапевтического общества, Общества испытателей природы, Профессиональной ассоциации натуротерапевтов.
Лектор Московского отделения Союза садоводов России.
Автор более двадцати книг и многочисленных статей о дикорастущих растениях и связанных с ними кулинарии и медицине. Редактор и соавтор трёхтомника «Дикорастущие пищевые растения» («Деревья и кустарники», «Травянистые растения», «Мхи, грибы, лишайники») Михаила Вишневского. Постоянный автор журнала «Наука и жизнь».
Основной иллюстратор собственных книг. Иллюстрировала многие книги и учебники о растениях и грибах других авторов. Одна из иллюстраторов «Красной книги Российской Федерации (растения и грибы)». Ботанические рисунки Замятиной неоднократно демонстрировались на выставках в Центральном доме журналиста, Библиотеке иностранной литературы, на ВДНХ и других площадках.
Российскими общественными и научно-популярными средствами массовой информации Наталья Замятина характеризуется как «великая травница» («Российская газета»), «великий знаток растительного мира, <…> открытый, великодушный человек, готовый делиться своими знаниями» («Вестник садовода»).